# Rugelach
Rugelach (em iídiche:  רוגעלך e em hebraico:  רוגלך) é um pão judaico de origem asquenazita. É muito popular em Israel, e entre judeus europeus e americanos, geralmente encontrado em cafés e padarias.
Tradicionalmente feitos na forma de um crescente, enrola-se um triângulo de massa ao redor de um recheio, que pode ser passas, canela, chocolate, marzipã, geleias, nozes, entre outros. Recentemente, versões salgadas também foram criadas, recheados com frango e schmaltz ou salmão e queijo boursin. Algumas fontes dizem que o rugelach e o croissant francês possuem a mesma origem comum no Kipferl, bolinhos vienenses feitos para comemorar o levantamento de um certo turco, uma possível referência a Batalha de Viena de 1683.

## Etimologia
O nome é em em iídiche, uma língua judia da Europa central. O sufixo ach (ך) indica o plural, enquanto el (ל) pode ser um diminutivo, assim como, por exemplo, shtetlekh (שטעטלעך, vilas) é o plural de shtetl (שטעטל, vila), o diminutivo de shtot (שטאָט, cidade). Nesse caso, a raiz tem o significado aproximado de "torcer", de modo que uma tradução possível seria "pequenas torções, torcidinhas" em referência ao formato do bolinho.
Alternativamente, alguns afirmam que que a raiz seria rugel, que significa real, numa possível referência ao seu gosto. Essa explicação contradiz com o uso iídiche, no qual a palavra keniglich (קעניגליךּ) é a palavra dominante para "real".
Por fim, em hebraico moderno, os rugelach são conhecidos como roglìt (רוֹגְלִית), palavra pós-bíblica que signfica "vinhas", apesar do termo rugelach (רוגלך) também ser utilizado comumente por falantes hebraicos.

## Ingredientes
Rugelach podem ser feitos com massas de creme azedo ou queijo cremoso, mas existem também variantes Parve sem ingredientes lácteos, de modo que possam ser comidos antes ou após as refeições e ainda serem kosher. As massas de queijo cremoso são inovações recentes, possivelmente americanas, enquanto as massas de fermento levedado, e de creme azedo são muito mais antigas.

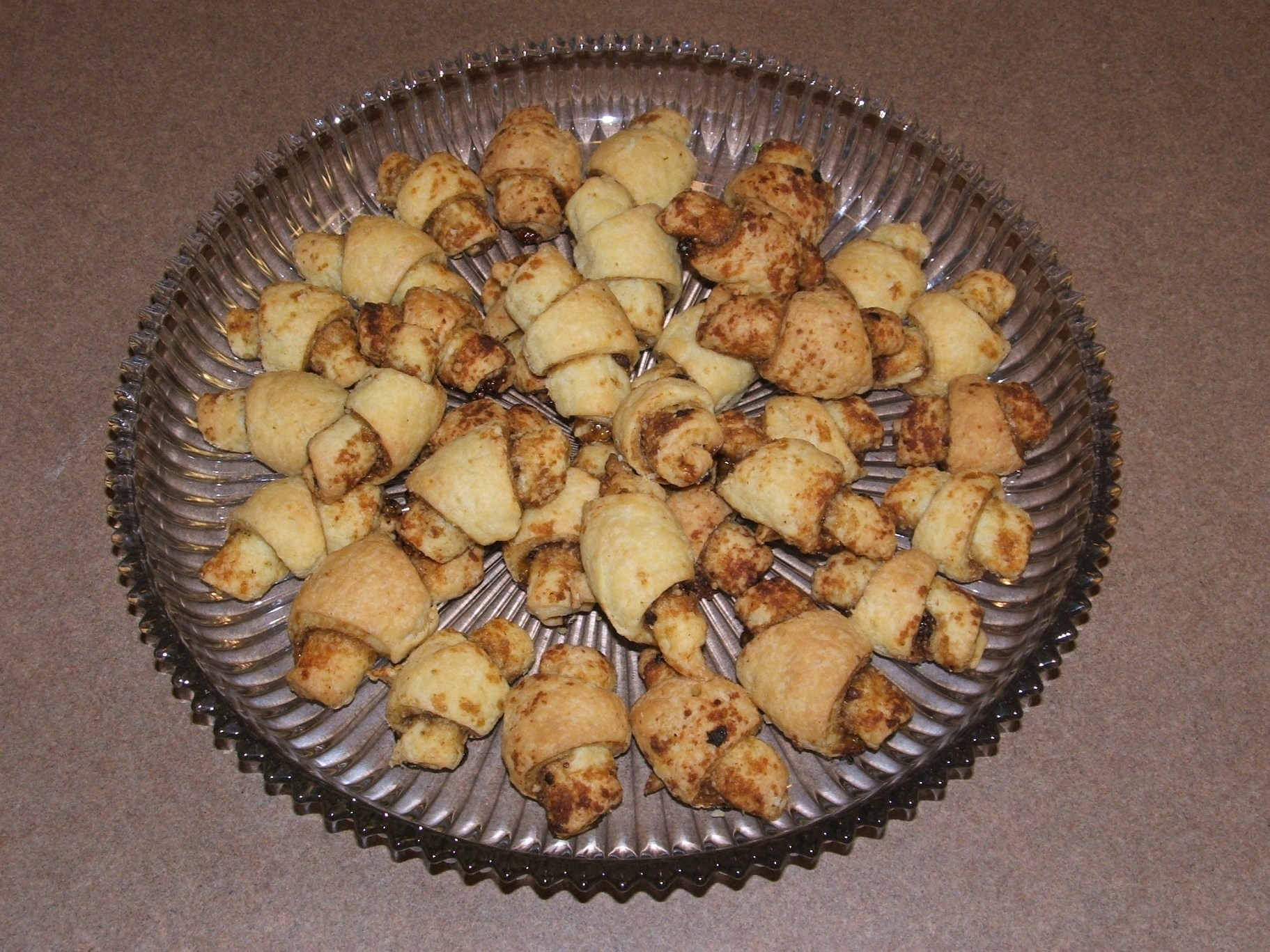
Rugelach de creme azedo e açúcar mascavo, recheados de nozes e passas
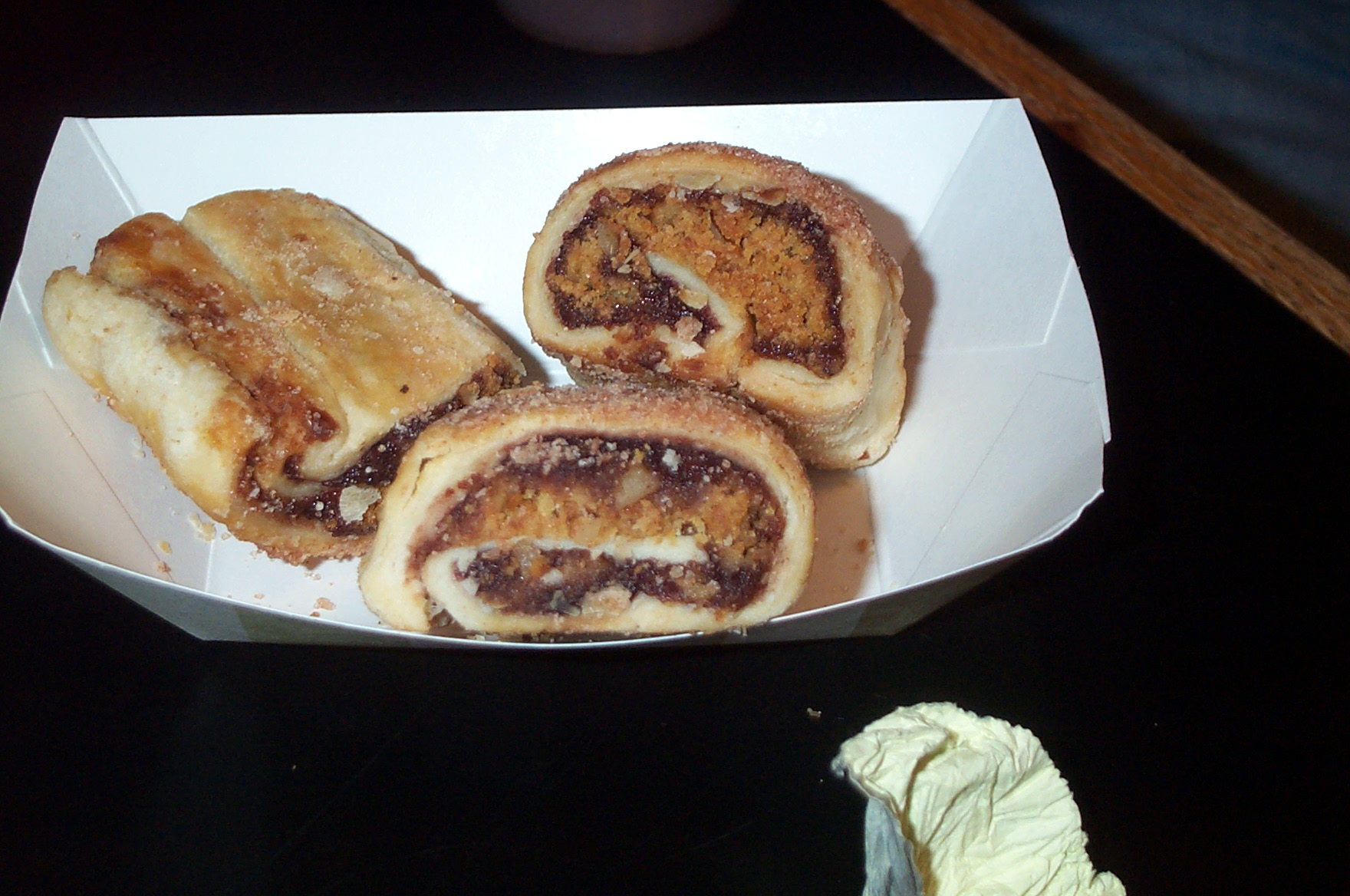
Rugelach de amora, cortados
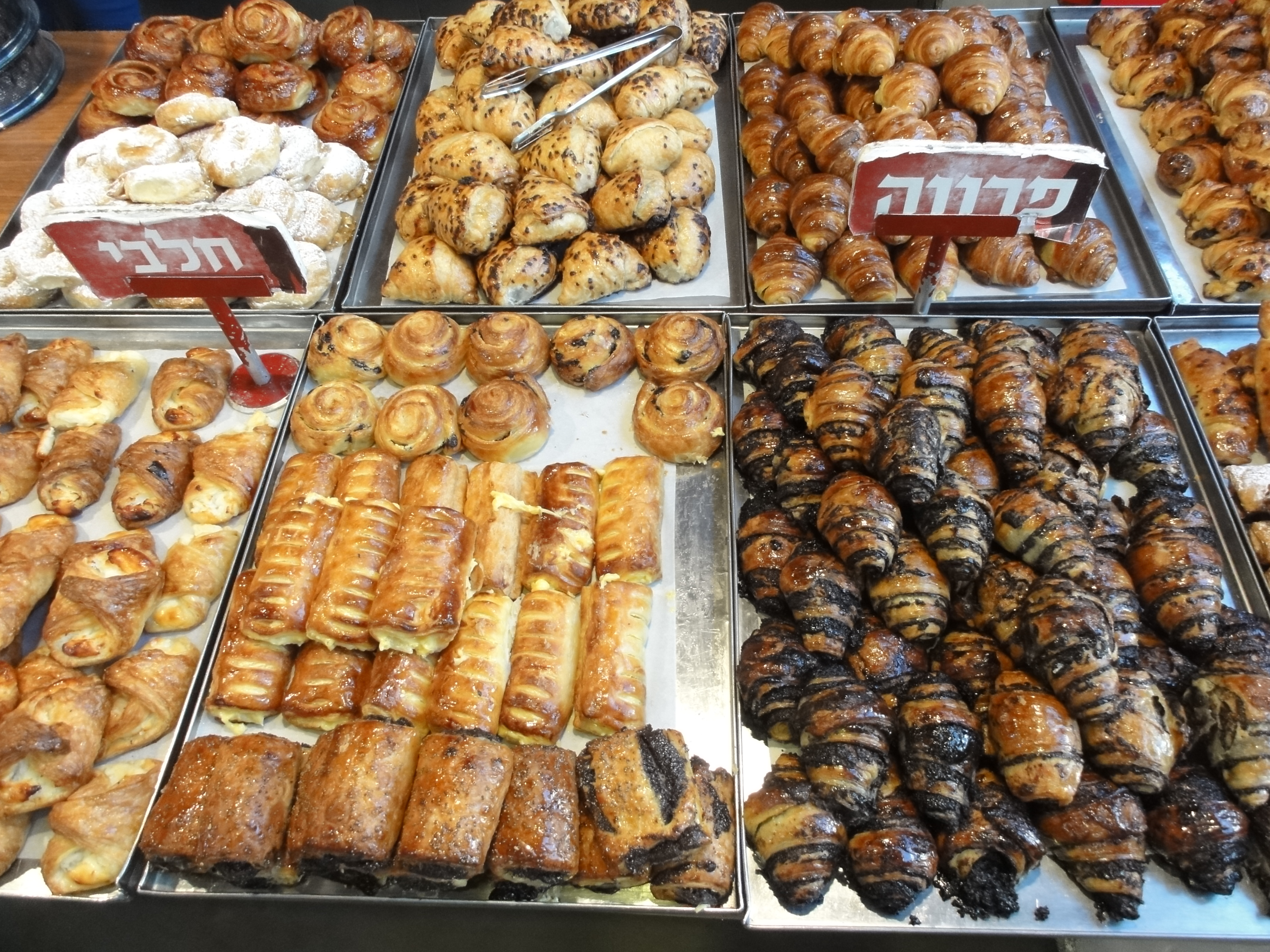
Padaria em Israel, com quitutes típicos